# Haemaphysalis renschi
Haemaphysalis renschi är en fästingart som beskrevs av Schulze 1933. Haemaphysalis renschi ingår i släktet Haemaphysalis och familjen hårda fästingar. Inga underarter finns listade i Catalogue of Life.